# 雀巢牛奶公司
雀巢牛奶公司，是雀巢於香港的鮮牛奶及奶製品的品牌名稱（並非一間真正公司），前身是牛奶公司的業務。
廠房設於元朗創新園，於1982年落成。

## 歷史
雀巢牛奶公司的前身可追溯至1886年由牛奶公司在香港島出產的鮮牛奶。後來約於1980年代或1990年代，雀巢與牛奶公司合資經營奶製品業務，並把市場擴展到中國大陸，但其後牛奶公司欲專注零售業務，所以將其奶製品業務完全賣給雀巢。由於牛奶公司的品牌深入民心，故品牌繼續使用「牛奶公司」一詞，並加上「雀巢」以資識別。惟現時雀巢牛奶公司的產品已經與牛奶公司並無任何關係。
另一方面，牛奶公司原有的部份奶製品的品牌，早期只冠上「雀巢」名字在開頭，到後來公司全球旗下的雪糕品牌，一律改用「雀巢」為品牌名稱。

## 產品
- 鮮奶
  - 鮮牛奶
  - 高鈣低脂牛奶飲品
  - 脫脂高鈣牛奶飲品
  - 優鮮奶
  - 朱古力牛奶飲品
  - 麥片飲品
  - 低脂木瓜牛奶飲品
  - 低脂黑朱古力牛奶飲品
- 保鮮裝牛奶
  - 保鮮裝牛奶
  - 保鮮裝高鈣低脂牛奶
  - 保鮮裝脫脂牛奶
  - 保鮮裝麥片奶